# 10036 МакҐаха
10036 МакҐаха (10036 McGaha) — астероїд головного поясу, відкритий 24 липня 1982 року.
Тіссеранів параметр щодо Юпітера — 3,465.